# Osmanie (província)
Osmanie (em turco: Osmaniye) é uma província do sul da Turquia, situada na região do Mediterrâneo, com capital na cidade homónima. Tem 3 320 km² de área e em dezembro de 2021 tinha 553 012 habitantes (densidade: 166,6 hab./km²). Nos primeiros anos da república foi chamada Cebel-i Bereket, até 1933 quando foi incorporada na província de Adana; em 1996 voltou a ser província, com o nome atual.
| Províncias adjacentes a Osmanie |       |                 |
| Adana                           |       | Cacramanemaraxe |
| Adana                           |       | Cacramanemaraxe |
| Adana                           | Hatai | Gaziantepe      |

A província está subdividida nos distritos de Bahçe, Düziçi, Hasanbeyli, Kadirli, Osmanie, Sumbas e Toprakkale.